# Vochysia inundata
Vochysia inundata är en tvåhjärtbladig växtart som beskrevs av Duche. Vochysia inundata ingår i släktet Vochysia och familjen Vochysiaceae. Inga underarter finns listade i Catalogue of Life.